# Преступник (фильм, 2008)
«Преступник» (англ. Felon) — кинофильм, драматический триллер режиссёра Рика Романа Во. История основана на событиях, происходивших в 1990-х годах в печально известной тюрьме Коркоран, штат Калифорния.
Слоган фильма «No Rules. No Hope. No Way Out» («Нет правил. Нет надежды. Нет выхода»).
Мировая премьера состоялась 13 июля 2008 года.

## Сюжет
Уайд Портер случайно убивает грабителя, который ворвался в его дом, суд приговаривает его к 3 годам тюрьмы. При перевозке в окружную тюрьму в автобусе Уайд невольно участвует в разборках скинхедов, поэтому его определяют в отделение строгого режима. Ежедневно во время прогулки охранники устраивают бои между заключёнными, заставляя их жестоко драться между собой, а за любое неповиновение избивают заключённых и даже стреляют в них.
В этот момент в тюрьму переводят заключённого Джона Смита, которого приговорили к пожизненному заключению за убийство 17 человек. Он убил их, мстя за своих изнасилованных молодую жену и семилетнюю дочь. Уайд старается не вмешиваться и ни к кому не присоединяться, он просто хочет отсидеть свой срок и выйти. Но в тюрьме невозможно жить отдельно от всех, его берут в оборот скинхеды, а охранники заставляют драться. Между Уайдом и Джоном завязываются непростые отношения. Когда же Уайд отказывается от боев, то охранники сфабриковывают на него дело и ему присуждают ещё 6 лет тюрьмы. Лаура, жена Уайда, не может столько ждать, поэтому Уайд решает подставить начальника охраны.

## В ролях
| Актёр           | Роль              |
| --------------- | ----------------- |
| Стивен Дорфф    | Уайд Портер       |
| Вэл Килмер      | Джон Смит         |
| Гарольд Перрино | лейтенант Джексон |
| Марисоль Николс | Лаура             |
| Энн Арчер       | Мэгги             |
| Ник Чинланд     | сержант Робертс   |
| Нэйт Паркер     | офицер Коллинз    |
| Сэм Шепард      | Гордон            |
| Крис Браунинг   | Дэнни Сэмпсон     |